# Кастель-Сан-Пьетро-Терме
Кастель-Сан-Пьетро-Терме (итал. Castel San Pietro Terme) —  коммуна в Италии, располагается в регионе Эмилия-Романья, в провинции Болонья.
Население составляет 20374 человека (2008 г.), плотность населения составляет 137 чел./км². Занимает площадь 148 км². Почтовый индекс — 40024. Телефонный код — 051.
Покровительницей коммуны почитается Пресвятая Богородица (Madonna del Rosario), празднование 7 октября.

## Демография
Динамика населения:

## Города-побратимы
- Опатия, Хорватия
- Ловран, Хорватия
- Матульи, Хорватия
- Мошченичка-Драга, Хорватия
- Бад-Зальцшлирф, Германия

## Администрация коммуны
- Официальный сайт: http://www.comune.castelsanpietroterme.bo.it/